# Rio (Album)
Rio ist das zweite Studioalbum der britischen New-Wave-Band Duran Duran.

## Entstehungsgeschichte
My Own Way war das erste Lied, das für das Album aufgenommen wurde, und entstand im Oktober 1981. Es wurde bereits im November 1981 als Single veröffentlicht, um an den Erfolg von Girls on Film anzuknüpfen. Im Anschluss ging die Band mit Blondie auf Tour. Die spätere Albumversion wurde sehr viel langsamer eingespielt, hatte ein verändertes Arrangement und einen etwas anderen Text.
Die eigentlichen Aufnahmen fanden von Januar bis Februar 1982 in den Air Studios in London statt. Produzent war Colin Thurston, der bereits beim Debütalbum Hand anlegte. Patrick Nagel zeichnete das Albumcover, für das Design war Malcolm Garrett zuständig.
Das Album kam am 10. Mai 1982 in die Plattenläden. Die US-Version des Albums wurde über Harvest Records veröffentlicht und zeichnete sich durch schlechte Qualität aus, wodurch es so in Amerika keine großen Erfolge verzeichnen konnte. Um diesem Fehler Abhilfe zu schaffen, legte man sich zunächst das Image einer Dance-Band zu und veröffentlichte im September 1982 die EP Carnival. Im Anschluss ließ man das Album remixen und veröffentlichte es im November 1982 in der neuen Version. Dadurch ergeben sich einige Unterschiede zur europäischen Version. Eine weitere Version des Albums erschien ein paar Monate später mit einer neuen Version von Hungry Like the Wolf.
Neben den oben genannten Wiederveröffentlichungen in den USA existiert eine spezielle LP-Pressung für Australien, die an die Radio-DJs dort ging und jedem Lied ein kurzes Statement von Nick Rhodes und John Taylor vorangestellt wurde. Am Ende der LP befinden sich einige Jingles. Es wurden nur etwa 300 bis 500 Exemplare gepresst, die schnell zu Sammlerstücken wurden.

## Titelliste
1. Rio – 5:39
2. My Own Way – 4:51
3. Lonely in Your Nightmare – 3:52
4. Hungry Like the Wolf – 3:41
5. Hold Back the Rain – 3:49
6. New Religion – 5:33
7. Last Chance on the Stairway – 4:20
8. Save a Prayer – 5:26
9. The Chauffeur – 5:19

### Wiederveröffentlichungen
Die erste CD-Version erschien 1985 nur in den Vereinigten Staaten und war die dritte CD von Capitol überhaupt. Die erste war The Dark Side of the Moon von Pink Floyd. Erst 1994 wurde eine europäische CD-Version herausgegeben.
Im Juli 2001 erschien bei EMI eine remasterte Neuauflage mit dem Titel „Rio: Enhanced Remastered“, der Videoclips zu den Songs Rio, Hungry Like the Wolf und Save a Prayer hinzugefügt waren. 2008 erschien Rio bei Eagle Rock Entertainment als DVD mit unzensierten Musikvideos und Konzert-Ausschnitten.

## Singleauskopplungen
Insgesamt wurden vier Titel als Single veröffentlicht, die besonders in Großbritannien und den USA erfolgreich in den Charts vertreten waren:
- My Own Way (16. November 1981[6])
- Hungry Like the Wolf (4. Mai 1982[7])
- Save a Prayer (9. August 1982[8])
- Rio (1. November 1982[9])

Vor allem Rio, die letzte Single aus dem Album, ist zusammen mit dem aufwändigen Video, das teilweise auf einer Segelyacht vor Antigua gedreht wurde, durch die seinerzeitige MTV-Promotion auch heute noch präsent. Laut Keyboarder Rhodes kosteten die drei in der Karibik gedrehten Videos so viel, wie Jennifer Lopez in einem Jahr für ihre Frisur ausgibt.
In den deutschen und österreichischen Charts waren Duran Duran erst mit späteren Singles wie Wild Boys (1984) und A View to a Kill (1985) vertreten. Save a Prayer erreichte Anfang 1985 im Zuge der Veröffentlichung des Live-Albums Arena in einer überarbeiteten Single-Version Platz 27 der deutschen Charts.

## Kritiken
“It’s a fucking killer second album.” (Bob Geldof)
Laut Pitchfork Media bereicherte Duran Duran die 1980er “with a number of hot singles (most of which can be found on the unstoppable side A of Rio)” (Rob Mitchum, deutsch: „mit einer Anzahl heißer Singles (von denen die meisten auf der nicht zu stoppenden A-Seite von Rio zu finden waren)“). Laut.de vergab in seiner Meilenstein-Rubrik rückblickend die Höchstwertung und bezeichnete Rio als „das vollkommene Leben, dekadent bis über beide Ohren. Mitreißend und lebensbejahend.“
Rio belegte auf der im Juni 2000 vom Magazin Q veröffentlichten Liste der 100 besten britischen Alben aller Zeiten Platz 98. Auf der 2002 von Pitchfork Media veröffentlichten Liste der 100 besten Alben der 1980er-Jahre belegte Rio Platz 95.

## Kommerzieller Erfolg

### Chartplatzierungen
In den Billboard 200 erreichte Rio im März 1983 mit Platz 6 seine höchste Positionierung und verblieb in den US-amerikanischen Albumcharts insgesamt 129 Wochen lang. In den britischen Charts erreichte Rio Platz 2 und verblieb insgesamt 109 Wochen in den UK Top 100.
| ChartsChartplatzierungen       | Höchstplatzierung | Wochen |
| ------------------------------ | ----------------- | ------ |
| Vereinigte Staaten (Billboard) | 6 (129 Wo.)       | 129    |
| Vereinigtes Königreich (OCC)   | 2 (110 Wo.)       | 110    |

### Auszeichnungen für Musikverkäufe
| Land/Region                  | Auszeichnungen für Musikverkäufe (Land/Region, Auszeichnung, Verkäufe) | Verkäufe  |
| ---------------------------- | ---------------------------------------------------------------------- | --------- |
| Finnland (IFPI)              | Gold                                                                   | 30.316    |
| Kanada (MC)                  | 2× Platin                                                              | 200.000   |
| Neuseeland (RMNZ)            | Platin                                                                 | 15.000    |
| Vereinigte Staaten (RIAA)    | 2× Platin                                                              | 2.000.000 |
| Vereinigtes Königreich (BPI) | Platin                                                                 | 300.000   |
| Insgesamt                    | 1× Gold · 6× Platin ·                                                  | 2.545.316 |

## Coverversionen
Die Deftones coverten The Chauffeur 2005 für die Kompilation B-sides and Rarities. Hungry Like the Wolf wurde von der Band Black Light Burns für deren Cover-EP Cover Your Heart / The Anvil Pants Odyssey gecovert.